# Cinéma néerlandais
Le cinéma néerlandais a une production modeste — une vingtaine de films par an en moyenne — par comparaison avec d'autres pays. Il s'est longtemps fait connaître à travers ses documentaires. La réputation de réalisateurs tels que Joris Ivens, Bert Haanstra, Paul Verhoeven ou Jan de Bont n'est plus à faire.
À quatre reprises, des films néerlandais ont remporté un Oscar à Hollywood : Glass (Haanstra) en 1959, L'Assaut (De Aanslag) en 1986, Antonia et ses filles (Antonia) en 1995 et Karakter en 1997.

## Filmographie sélective

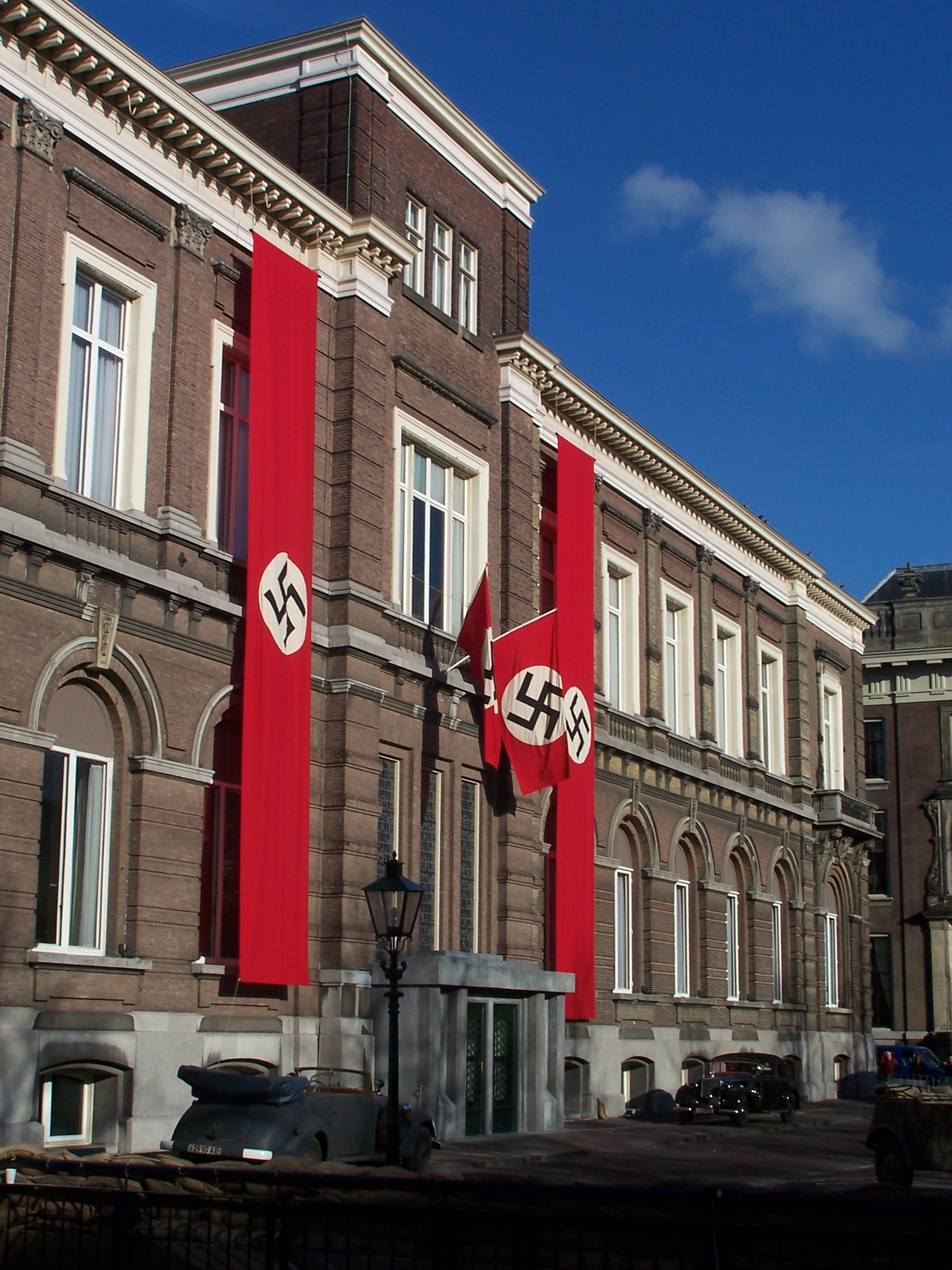
Tournage de Black Book à La Haye en 2005

### 1895-1910
- 1896 : première projection d'un film aux Pays-Bas par Christiaan Slieker et M.H. Laddé réalise le premier film de fiction néerlandais.

### 1910-1935
- 1913 : L'Échelle vivante est le premier long métrage néerlandais.
- 1934 : Succès de De Jantjes (nl), premier Jordaanfilm.

### 1950-1969
- 1958 : Village au bord du fleuve de Fons Rademakers
- 1958 : Glass de Bert Haanstra

### 1970-1979
- 1970 : Beauty de Johan van der Keuken
- 1971 : Qu'est-ce que je vois ? (Business is business) de Paul Verhoeven
- 1971 : Mira de Fons Rademakers
- 1973 : Turkish Délices de Paul Verhoeven
- 1975 : Katie Tippel de Paul Verhoeven
- 1977 : Le Choix du destin (Soldier of Orange) de Paul Verhoeven

### 1980-1999
- 1980 : Spetters de Paul Verhoeven
- 1983 : Le Quatrième Homme de Paul Verhoeven
- 1983 : L'Ascenseur de Dick Maas
- 1985 : La Chair et le Sang de Paul Verhoeven
- 1986 : L'Assaut de Fons Rademakers
- 1988 : L'Homme qui voulait savoir de George Sluizer
- 1988 : Amsterdamned de Dick Maas
- 1992 : Les Habitants d'Alex van Warmerdam
- 1995 : Antonia et ses filles de Marleen Gorris
- 1996: De Jurk de Alex van Warmerdam
- 1997 : Karakter de Mike van Diem
- 1998 : À la recherche du passé de Jeroen Krabbé

### 2000 à aujourd'hui
- 2001 : Zus et Zo de Paula van der Oest
- 2002 : De tweeling de Ben Sombogaart
- 2007 : Les Aventuriers du grand large de Steven de Jong
- 2007 : Alles is liefde de Joram Lürsen
- 2008 : Black Book de Paul Verhoeven
- 2009 : The Human Centipede (First Sequence) de Tom Six
- 2009 : Altiplano de Peter Brosens et Jessica Woodworth
- 2011 : Nova Zembla de Reinout Oerlemans
- 2012 : Tricked de Paul Verhoeven
- 2011 : Ingrid Jonker de Paula van der Oest
- 2014 : Accused de Paula van der Oest
- 2015 : Michiel de Ruyter de Roel Reiné

### Cinéma documentaire
- Joris Ivens (1898-1989) : La Pluie, 1929 ; Comment Yukong déplaça les montagnes, 1976 ; Une histoire de vent, 1988
- Johan van der Keuken (1938-2001) : Herman Slobbe, 1966 ; La Jungle plate, 1978 ; Vacances prolongées, 2000
- Jos de Putter : Quelle belle journée !, 1993) ; Noch zijn ezel (… ni son âne), 2000
- Wilfred de Bruijn (1974), Willem Baptist (1979)
- John Fernhout (1913-1987), Ciels de Hollande

### Cinéma d'animation
Le premier long métrage d'animation néerlandais est Olivier et le Dragon vert (Als je begrijpt wat ik bedoel) (1983).
Parmi les grands noms du cinéma d'animation on peut citer le Hongrois d'origine George Pal et ses films de marionnettes qui s'est établi à Eindhoven dans les années 1930 et a travaillé pour la société Philips ; Paul Driessen qui a collaboré au Yellow Submarine de George Dunning et a séjourné au Canada avant de revenir au pays ; Børge Ring né au Danemark, et surtout Michaël Dudok De Wit, réputé sur le plan international.

## Personnalités du cinéma néerlandais

### Réalisateurs
Jamel Aattache - Hans Behrendt - Ludi Boeken - Jan de Bont - Edwin Brienen - Anton Corbijn - Michaël Dudok De Wit - Bram van Erkel - Theo Frenkel - Théo van Gogh - Marleen Gorris - Bert Haanstra - Leonard Retel Helmrich - Joris Ivens - Johan van der Keuken - Dick Maas - Menno Meyjes - Charles Huguenot van der Linden - Fons Rademakers - Jean van de Velde - Paul Verhoeven - Cyrus Frisch

### Acteurs
Rutger Hauer - Carice van Houten - Famke Janssen - Jeroen Krabbé - Derek de Lint - Sylvia Kristel - Monique van de Ven - Renée Soutendijk - Dolf de Vries

### Scénaristes
Gerard Soeteman

### Affichiste
Dolly Rudeman

## Économie du cinéma néerlandais

### Institutions
- EYE Film Instituut Nederland Nederlands Filmmuseum (1946), musée du Cinéma à Amsterdam

### Formations
Même si d'autres cours ou stages existent, il n'y a qu'une seule école de cinéma aux Pays-Bas, créée en 1958, la NFTA (Nederlandse Film en Televisie Academie).

### Festivals de cinéma
- (en + nl) Festival du cinéma néerlandais (NFF) - Utrecht, créé en 1981 .
- (en + nl) Festival international du film de Rotterdam (IFFR) - Rotterdam, créé en 1972 .
- (en + nl) Festival international du film documentaire d'Amsterdam (IDFA) - Amsterdam, créé en 1992 (?) www.idfa.nl

### Revues de cinéma[1]
- 1947 : Katholiek Filmfront
- 1949 : Filmfront/Filmstudiën
- 1963 : Skoop
- 1968 : Skrien
- 1981 : De Filmkrant
- 1982 : Versus

### Distinctions
- Les Veaux d'or
- Diamanten Film (nl) ; pour les films néerlandais atteignant 1 000 000 entrées aux Pays-Bas.
- Platina Film (nl) ; pour les films néerlandais atteignant 400 000 entrées aux Pays-Bas.
- Gouden Film ; pour les films néerlandais atteignant 100 000 entrées aux Pays-Bas.
- Kristallen Film ; pour les films documentaires néerlandais atteignant 10 000 entrées aux Pays-Bas.